# Rudolf-August Oetker

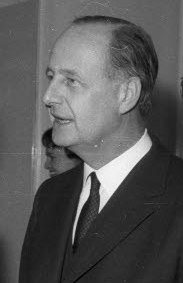
Rudolf-August und Maja Oetker bei der Einweihung eines Studentenheims der Dr.-Oetker-Stiftung in Kiel (1966)

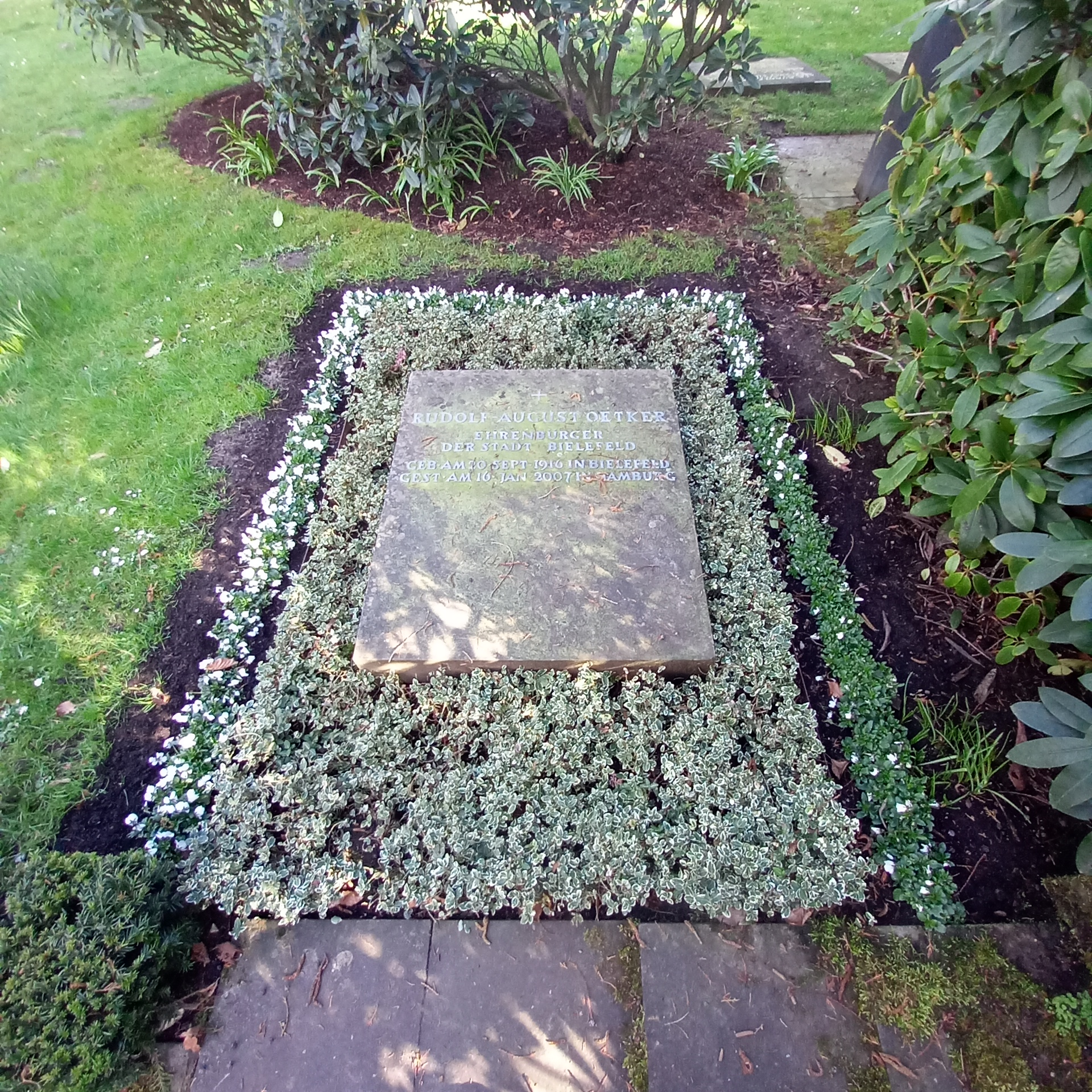
Das Grab von Rudolf-August Oetker auf dem Johannisfriedhof in Bielefeld

Rudolf-August Oetker (* 20. September 1916 in Bielefeld; † 16. Januar 2007 in Hamburg) war ein deutscher Unternehmer der Nahrungsmittelindustrie und Reeder aus der Oetker-Dynastie.

## Leben und Werk
Rudolf-August Oetker war der Sohn von Rudolf Oetker, der vor der Geburt Rudolf-Augusts am 8. März 1916 bei Verdun fiel, und Enkel des Dr.-Oetker-Firmengründers August Oetker, der in seinem Testament den Wunsch formulierte, „dass das Unternehmen möglichst unverändert für seinen Enkel Rudolf-August erhalten bleiben solle“. Ursula Oetker war seine ältere Schwester. Als Mitglied eines Bielefelder Reitklubs, der 1933 in die Reiter-SA überführt wurde, wurde auch er SA-Mitglied. Nach Abschluss des Ratsgymnasiums Bielefeld absolvierte er ab 1937 eine Banklehre in Hamburg, nachdem er 1936 den Arbeitsdienst abgeleistet hatte. Am 4. November 1939 beantragte er die Aufnahme in die NSDAP und wurde zum 1. Juli 1940 aufgenommen (Mitgliedsnummer 8.488.212). Zum 23. Oktober 1942 trat er der Waffen-SS freiwillig bei, zum 26. Oktober 1944 wurde er zum SS-Untersturmführer befördert.
Im Alter von 28 Jahren übernahm Rudolf-August 1944 die Führung des Familienunternehmens Dr. August Oetker Nahrungsmittelfabrik, nachdem sein Stiefvater Richard Kaselowsky, seine Mutter Ida Oetker und seine Halbschwestern Ilse und Ingeborg bei einem Bombenangriff im Zweiten Weltkrieg, im Keller ihrer Villa Am Johannisberg 10 getötet worden waren. Seine Ehefrau und sein ältester Sohn August Oetker (* 1944) überlebten den Angriff, da sie sich zu diesem Zeitpunkt nicht in Bielefeld, sondern in Hameln aufhielten.
Nach dem Krieg wurde er im Internierungslager Staumühle bei Paderborn interniert. Als dort die Tätowierung seiner Blutgruppe unter der linken Achselhöhle entdeckt wurde, die ihn als Angehörigen der SS auszeichnete, wurde er vom Wachpersonal schwer misshandelt. Die gesundheitlichen Schäden hielten lange an, Oetker brauchte nach dem Zweiten Weltkrieg noch lange einen Stock. Nach der Entlassung aus der Internierung wurde Rudolf-August Oetker im Juli 1947 vom Entnazifizierungs-Hauptausschuss für den Stadtkreis Bielefeld als unbelastet entnazifiziert.
Nach dem Zweiten Weltkrieg führte Rudolf-August Oetker das angeschlagene Familienunternehmen zu neuen Höhen. In wenigen Jahren schmiedete er in der Nachkriegszeit aus dem Nahrungsmittelhersteller einen weit verzweigten Mischkonzern, der mit Bier, Pizza und Sekt handelt, dessen Haupteinnahmequelle aber bald die Reederei Hamburg Süd wurde. Daneben übernahm Oetker die Sektkellereien Henkell, Söhnlein und Deinhard, den Spirituosenhersteller Wodka Gorbatschow sowie die Brauereien Binding und Dortmunder Actien-Brauerei. Er kaufte das Bankhaus Lampe und Luxushotels, die, als Bestandteil der Oetker Collection (OHC), in die Oetker Hotel Management integriert sind.
1976 wurde in Freising sein damals 25-jähriger Sohn Richard Oetker von Dieter Zlof entführt und gegen ein Lösegeld von 21 Millionen Mark freigekauft. 1981 zog sich Rudolf-August Oetker mit 65 Jahren aus dem Tagesgeschäft zurück, überließ seinem Sohn August Oetker die Leitung des Unternehmens. Ende 2002 sicherte er mit der Übertragung wesentlicher Teile seines Vermögens auf die nächste und übernächste Generation das Weiterbestehen der Oetker-Gruppe als unabhängiges Familienunternehmen.

### Nationalsozialismus
2009 – zwei Jahre nach dem Tod des Seniors – beauftragte die Familie Andreas Wirsching (Direktor des Instituts für Zeitgeschichte, München), die Geschichte der Firma in der NS-Zeit zu erforschen. Die Studie Dr. Oetker und der Nationalsozialismus erschien 2013 im Beck-Verlag; die Autoren urteilen: „Die Familie und die Firma Oetker waren Stützen der NS-Gesellschaft, sie suchten die Nähe des Regimes und profitierten von dessen Politik.“
„Mein Vater war Nationalsozialist“, erklärte August Oetker gegenüber der Wochenzeitung Die Zeit.

### Mäzenatentum
Oetker wirkte auch als Kunstmäzen und Kunstsammler. Ende 1999 rief er die Rudolf-August Oetker-Stiftung zur Förderung von Kunst, Kultur, Denkmalschutz und Wissenschaft ins Leben. Nachdem 1998 der Bielefelder Stadtrat entschied, die von Oetker seit 1968 maßgeblich finanzierte Kunsthalle nach 30 Jahren umzubenennen, so dass sie nicht mehr nach seinem Stiefvater Richard Kaselowsky den Namenszusatz Kaselowsky-Haus trug, zog er seine finanzielle Unterstützung und seine Leihgaben zurück. 1981 wurde Oetker zum Ehrenbürger der Stadt Bielefeld ernannt. 

### Familie
In erster Ehe war Oetker mit Marlene Ahlmann verheiratet; aus der Ehe ging die CDU-Politikerin Rosely Schweizer (* 1940) hervor. In zweiter Ehe heiratete Oetker Susanne Jantsch-Schuster (* 21. Juli 1922; † 24. November 2012), die Tochter eines Versicherungsunternehmers; aus der Ehe gingen August (* 1944), Bergit Gräfin Douglas (* 26. November 1947), Christian (* 24. Mai 1948) und Richard (* 1951) hervor. Seit dem 8. Februar 1963 war Rudolf-August Oetker mit Marianne (Maja) von Malaisé (* 30. Dezember 1934) verheiratet; aus der Ehe stammen Alfred (* 1967), Ferdinand (* 1972) und Julia (* 1979). Diese Vielzahl an erbberechtigten Familienstämmen führte im Unternehmen zu Differenzen, weshalb die drei Familienstämme, die aus Oetkers dritter Ehe hervorgingen, unter Mitnahme verschiedener Unternehmensbereiche die Dr. August Oetker KG im Jahr 2021 verließen. Oetkers Großneffe ist der Filmproduzent Friederich Oetker (* 1982).
Rudolf-August Oetker verstarb 2007 an den Folgen einer Lungenentzündung in einem Hamburger Klinikum und wurde am 20. Januar 2007 im Familiengrab der Oetkers auf dem Johannisfriedhof in Bielefeld beigesetzt. Das Vermögen der Familie wird 2021 auf 7,4 Milliarden Euro geschätzt.

## In der Kunst
1968 stiftete Oetker für den Bau der Kunsthalle Bielefeld. 1983 porträtierte ihn der Maler Carlos Luis Sancha (1920–2001) in der mit Kunstwerken ausgestatteten Bibliothek.

## Dokumentation
- Deutsche Dynastien – Die Oetkers. Dokumentarfilm, Deutschland, 2010, 44 Min., ein Film von Manfred Oldenburg, Produktion: WDR, Reihe: Deutsche Dynastien, Erstausstrahlung: ARD, 15. November 2010